# シャンソニエ
シャンソニエ（chansonnier）は、シャンソンを聴かせるライブハウスを指す。本来フランス語では歌を作り歌う人を意味する単語が、日本では前記の意味になっている。
東京にあった「銀巴里」「日航ミュージック・サロン」「ベル・エポック」等がシャンソンの普及に大きな業績を残して閉店した後、名古屋の「カフェ・コンセール・エルム」が日本を代表するシャンソン・ライブ・ハウス（フランスでは「キャバレー」と呼ぶ）として注目されるようになった。
本来の意味＝シンガー・ソング・ライターとしてフランスに於て知られる日本人アーティストとしてはSACEM（フランスの音楽著作権団体）からメダルを授与された加藤修滋（代表作：モネの庭、ラスト・リサイタル）とフランス公演を成功させた美輪明宏（代表作：ヨイトマケの唄）がいる。